# Şehzade Mehmed Abdülkerim
Şehzade Mehmed Abdülkerim (turco otomano:en turco otomano: شهزادہ محمد عبدالکریم‎, 27 de junio de 1906-3 de agosto de 1935) fue un príncipe otomano, hijo de Şehzade Mehmed Selim y Nilüfer Hanım. Era nieto de Abdul Hamid II y Bedrifelek Kadın.

## Vida
Nació el 26 de junio de 1906 en el Palacio Yıldız en Beşiktaş, durante el reinado de su abuelo. Su madre es Nilüfer Eflakyar Hanım. Se convierte en el padre de Dündar Osmanoğlu y Harun Osmanoğlu.
Fue educado en el Liceo de Galatasaray, Estambul.
Tras la abolición del sultanato en 1922, se instaló en Beirut con su padre. En 1933, Abdul Kerim fue invitado a Japón por su gobierno, presumiblemente con miras a aprovechar su condición de pretendiente otomano para ayudar al Imperio japonés a acercarse a los musulmanes de Asia Central en conflicto con la Unión Soviética. Şehzade permaneció en el Lejano Oriente durante unos meses, pero cuando las cosas cambiaron, se mudó en secreto a Nueva York. Fue asesinado en su habitación de hotel en Nueva York el 30 de agosto de 1935. Uno de sus nietos, Abdülhamid Kayıhan Osmanoğlu, afirmó que la inteligencia china llevó a cabo el asesinato.

## Matrimonio e hijos
Se casó en Alepo el 24 de febrero de 1930 y se divorció en 1931 de Nimet Hanım (Damasco, 25 de diciembre de 1911-Damasco,4 de agosto de 1981) y tuvo dos hijos:
- Şehzade Dündar Ali Osman Osmanoğlu (nacida en Damasco, 30 de diciembre de 1930-18 de enero de 2021), casada con Yüsra Hanım (1927-2017), sin descendencia.
- Şehzade Harun Osmanoğlu (nacida en Damasco el 22 de enero de 1932), casado con Farizet Darvich Hanım (nacida en 1947) tiene dos hijos y una hija.